# Ingret
INGRET (справжнє ім'я: Інгрет Георгіївна Костенко; нар. 16 жовтня 1997, Вінниця, Україна) — альтернативна українська співачка, авторка пісень і музики. INGRET розпочала свій шлях до музичної сцени з пісенних шоу «Х-фактор» і «Голос країни», де дійшла до суперфіналу та посіла друге місце, брала участь у національному відборі на «Євробачення», наразі будує сольну кар'єру та займається благодійністю.

## Біографія
INGRET народилася 16 жовтня 1997 у Вінниці. Рід її мами — етнічні німці, від яких артистці дісталося незвичне для України ім'я та впізнавана нордична зовнішність. Займатися музикою INGRET почала ще у дитинстві, а в 11 років написала свою першу пісню. Вона навчалася у Вінницькому фаховому коледжі мистецтв імені Миколи Леонтовича, де на другому курсі потрапила у команду КВК «Нічьо так», з якою пізніше брала участь у шоу «Ліга сміху». Так Інгрет вперше потрапила до Києва, куди переїхала вже після закінчення навчання.

## Участь у музичних телешоу
У 2015 році, тоді ще під справжнім ім’ям, Інгрет Костенко брала участь у 6 сезоні «Х-фактора» з піснею «Годі говорити про того, кого нема». Причарувавши суддів магічним голосом та акторською подачею, Інгрет отримала чотири «так» і дійшла до третього тренувального табору, після чого покинула шоу.
У 2017 році Інгрет взяла участь у 7 сезоні «Голосу країни» з піснею «Пташечка», розвернувши усі тренерські крісла. Наставником у проєкті вона обрала Потапа. Разом із зірковим тренером Інгрет дійшла до суперфіналу, де посіла друге місце, поступившись Олександру Клименку.
17 лютого 2018 року під лаконічним псевдонімом INGRET виступила у другому півфіналі на Національному відборі «Євробачення 2018». У англомовній пісні Save My Planet переплелися треп і поп-рок. За результатами голосування журі та глядачів, INGRET посіла сьоме місце і не ввійшла до фіналу конкурсу.
У 2024 дійшла до фіналу національного відбору «Євробачення 2024» з піснею Keeper .

## Співпраця з MOZGI Entertainment
У період з 2018 по 2020, після участі у «Голосі країни», INGRET співпрацювала з продюсерським центром Потапа та Ірини Горової MOZGI Entertainment. У вересні 2018 під цим музичним лейблом вийшов її дебютний альбом «Не спи». 10 треків вмістили у собі гітарні партії та легке електронне звучання, райдужні фантазії співачки та темні образи її підсвідомості.

## Музичні перформанси
На сцені INGRET завжди створює магію театру й андеґраунду. Головна ціль її виступів — взаємообмін енергією, добром і любов’ю з глядачами. Презентація її першого альбому «Не Спи» у 2018 році була не просто концертом, а справжнім музичним перформансом. У головних ролях — INGRET, музиканти, актори театру «Дах», що імпровізували під музику, жили в цій атмосфері та відчували один одного.
Також до альбому «Не спи» INGRET випустила низку LIVE відео, локацією для зйомок яких став покинутий театр. Разом з музикантами, літньої ночі вона пробуджувала від сну місце, де раніше творилося мистецтво.  

## Соціальна діяльність і благодійність

### Благодійні концерти на підтримку України
У 2022 році після початку повномасштабного вторгнення Росії на територію України, INGRET евакуювалася до Німеччини. Вже у Європі вона об’єдналася з українськими артистами Constantine та Тонка у благодійний проєкт Music. Support. Freedom. Артисти дають благодійні концерти у містах Європи, відвідують зустрічі з українськими біженцями, спілкуються із земляками та виконують свою музику на подяку за їхню сміливість і любов до своєї країни. Виручені кошти від концертів передають до волонтерського центру Masterskaya у Києві, де їх розподіляють на воєнні, гуманітарні та культурні потреби, у медичні установи, фонди для дітей.

### Апсайклінґ
Речі, які не купиш у масмаркеті, приваблювали INGRET ще з дитинства. З 11 років вона почала шукати свій стиль у секонд-гендах, створюючи незвичні образи та поступово формуючи власний стиль у одязі. Згодом INGRET почала цікавитися темою екології, веганства, ресайклінґу й апсайклінґу. Артистка популяризує етичну моду та навіть створює власні концертні образи з вінтажних речей.

## Захоплення
INGRET займається медитацією, відвідує тренінги з духовного розвитку, обожнює придумувати нові історії і проживати їх, репетируючи різні емоції, любить фотографуватися, мріє знятися в андеґраундній короткометражці, підтримує вегетаріанський спосіб життя та займається малюванням у техніці fluid art.

## Особисте
Чоловік, брат і батько Інгрет — кадрові військові в ЗСУ з 2014 року.

## Дискографія
| Сингли | Сингли         | Студійні альбоми | Студійні альбоми                                                                    |
| 2018   | Save my planet | 2018             | Не спи Лети Вперед Колюшка Шкаф В небо Если Здесь и сейчас Ти не тут Не спи Отпусти |
| 2018   | В Небо         | 2018             | Не спи Лети Вперед Колюшка Шкаф В небо Если Здесь и сейчас Ти не тут Не спи Отпусти |
| 2018   | Здесь и Сейчас | 2018             | Не спи Лети Вперед Колюшка Шкаф В небо Если Здесь и сейчас Ти не тут Не спи Отпусти |
| 2019   | SaraFun        | 2018             | Не спи Лети Вперед Колюшка Шкаф В небо Если Здесь и сейчас Ти не тут Не спи Отпусти |
| 2019   | Горячо         | 2018             | Не спи Лети Вперед Колюшка Шкаф В небо Если Здесь и сейчас Ти не тут Не спи Отпусти |
| 2020   | Dance Alone    | 2018             | Не спи Лети Вперед Колюшка Шкаф В небо Если Здесь и сейчас Ти не тут Не спи Отпусти |
| 2021   | Ты лишь волна  | 2018             | Не спи Лети Вперед Колюшка Шкаф В небо Если Здесь и сейчас Ти не тут Не спи Отпусти |

Відеографія
| Рік  | Назва кліпу    | Режисер                          | Альбом |
| 2018 | Save My Planet | Максим Шелковніков, Денис Маноха | Single |
| 2018 | Лети           | Максим Шелковніков, Денис Маноха | Не спи |
| 2019 | SaraFun        | Діана Федоряка                   | Single |
| 2019 | Горячо         | Діана Федоряка                   | Single |
| 2020 | Dance Alone    | Макс Волтон, Дмитро Циганенко    | Single |
| 2021 | Ты лишь волна  | The Lazy Jesus, Віка Кострук     | Single |
| 2024 | Keeper         | Богдан Рибка                     | Single |

### Альбоми
- Не спи (2018)